# Gabriela Nunes da Silva
Gabriela Nunes da Silva, citata semplicemente come Gabi Nunes (San Paolo, 10 marzo 1997), è una calciatrice brasiliana, attaccante dell'Aston Villa e della nazionale brasiliana.

## Carriera

### Club
Gabi Nunes ha iniziato la sua carriera al Centro Olímpico, giocando inizialmente nelle sue formazioni giovanili Under-15 e Under-17 fino alla prima squadra.
Nel 2015, si è trasferita all'Audax per giocare nel campionato paulista femminile di calcio ed è diventata la capocannoniera del torneo segnando 12 gol. Per il campionato nazionale alla fine del 2015, Gabi è tornata al Centro Olímpico e ha segnato 14 gol in 12 partite, incoronandosi capocannoniere del torneo. L'anno successivo si è trasferita al Corinthians per disputare il campionato nazionale nel 2016. Come attaccante ha segnato 7 gol in 10 partite, ma la sua squadra è stata eliminata ai quarti di finale. Oltre ad aver siglato 7 reti su 10 incontri di campionato, Gabi Nunes ha vinto la Coppa del Brasile nel 2016, giocando per il Corinthians, con un gol segnato in finale contro il São José.
Nelle cinque stagioni successive coglie con il club di San Paolo tre titoli nazionali, tre campionati paulisti e tre Coppe Libertadores, tuttavia un grave infortunio subito al ginocchio le impedisce di scendere in campio per tutta la stagione 2018, facendo segnare solo due presenze in panchina. Completamente ristabilitasi per il 2019, in quella stagione stabilisce un primato; dopo aver segnato 4 reti nella vittoria per 7-0 con lo Sport Recife alla 4ª giornata, con 40 gol Gabi Nunes diventa la maggiore marcatrice nella storia del campionato brasiliano.
Nella pausa invernale decide di affrontare la sua prima esperienza all'estero, trasferendosi in Europa al Madrid CFF assieme alla connazionale Lauren Costa, uno dei cinque rinforzi che il club madrileno acquista per la seconda parte della stagione 2021-2022.

### Nazionale
Oltre ai club nazionali, nel 2013 l'atleta ha iniziato ad essere convocata dalla Federcalcio brasiliana (CBF) per indossare la maglia della formazione Under-17 in occasione del campionato sudamericano di Paraguay 2013, dove la sua squadra non riesce a superare la fase a gironi.
Due anni più tardi viene inserita in rosa con la Under-20 che disputa il campionato sudamericano di Brasile 2015, contribuendo a far conquistare al Brasile il suo settimo titolo in questa competizione, grazie ai suoi 3 gol in 4 partite, seconda migliore marcatrice della sua squadra dopo Jennifer Westendorf (4 reti).
Nel frattempo, grazie alle prestazioni espresse nella competizione, entra nel giro della nazionale maggiore, convocata dal commissario tecnico Emily Lima in occasione del Torneio Internacional de Manaus 2016.

## Palmarès

### Club

#### Competizioni nazionali
- Campionato brasiliano: 3

Corinthians: 2018, 2020, 2021
- Coppa del Brasile femminile: 1

Corinthians/Audax: 2016

#### Competizioni interstatali
- Campionato Paulista femminile: 3

Corinthians: 2019, 2020, 2021

#### Competizioni internazionali
- Coppa Libertadores: 3

Corinthians/Audax: 2017
Corinthians: 2019, 2021

### Nazionale
- Argento olimpico: 1

Parigi 2024
- Campionato sudamericano femminile under 20 di calcio: 1

2015
- Torneio Internacional de Futebol Feminino: 1

2016

### Individuale
- Capocannoniere del campionato mondiale femminile under 20 di calcio: 1

2016 (5 reti, a pari merito con  Stina Blackstenius e  Mami Ueno)
- Capocannoniere della Coppa Libertadores: 1

2020 (7 reti, a pari merito con  Grazi e  Victória)